# Halimajon Qurbonova
Halimajon Qurbonova (también escrito como Khalimajon Kurbonova; 4 de enero de 2002) es una deportista uzbeka que compite en judo. En los Juegos Asiáticos de 2022 obtuvo una medalla de bronce en la categoría de –48 kg.

## Palmarés internacional
| Juegos Asiáticos | Juegos Asiáticos | Juegos Asiáticos  | Juegos Asiáticos |
| Año              | Lugar            | Medalla           | Categoría        |
| ---------------- | ---------------- | ----------------- | ---------------- |
| 2022             | Hangzhou (China) | Medalla de bronce | –48 kg           |